# Claricia
Claricia eller Clarica, cirka 1200, var en medeltida tysk bokmålare.
Hon målade ett självporträtt i en bönbok från södra Tyskland i slutet av 1100-talet eller början av 1200-talet.
Boken, som fått sitt namn efter Claricia, förvaras i Walters Art Museum i Baltimore i USA.
I boken har Claricia avbildat sig själv hängande från svansen i bokstaven Q. Hon skrev också sitt namn över sitt huvud.